# Neobisium doderoi
Neobisium doderoi är en spindeldjursart som först beskrevs av Simon 1896.  Neobisium doderoi ingår i släktet Neobisium och familjen helplåtklokrypare. Inga underarter finns listade i Catalogue of Life.